# نخل پالمیرای آکه‌آسی
نخل پالمیرای آکه‌آسی (نام علمی: Borassus akeassii) نام یک گونه از تیره نخل است.